# Angola i olympiska sommarspelen 1980
Angola deltog med 11 deltagare i tre sporter vid de olympiska sommarspelen 1980 i Moskva. Ingen av landets deltagare erövrade någon medalj.

## Boxning
Bantamvikt
- João Luis de Almeida
  - Första omgången — Bye
  - Andra omgången — Förlorade mot Raymond Gilbody (Storbritannien)

Fjädervikt
- Abilio Almeida Cabral
  - Första omgången — Bye
  - Andra omgången — Förlorade mot Fitzroy Brown (Guyana)

Lättvikt
- Alberto Mendes Coelho
  - Första omgången — Förlorade mot Galsandorj Batbileg (Mongoliet)

## Friidrott
Herrarnas 100 meter
- Ilídio Coelho
  - Heat — 11,42 (7:e plats, gick inte vidare)

Herrarnas 200 meter
- Rubén Inácio
  - Heat — 22,52 (6:e plats, gick inte vidare)

Herrarnas 5 000 meter
- Bernardo Manuel
  - Heat — 14:51,4 (11:e plats, gick inte vidare)

## Simning
Damer
| Tävlande       | Gren          | Heat    | Heat      | Final            | Final            |
| Tävlande       | Gren          | Tid     | Placering | Tid              | Placering        |
| -------------- | ------------- | ------- | --------- | ---------------- | ---------------- |
| Michele Pessoa | 100 m frisim  | 1:09.10 | 6         | Gick inte vidare | Gick inte vidare |
| Michele Pessoa | 100 m ryggsim | 1:26.59 | 6         | Gick inte vidare | Gick inte vidare |

Herrar
| Tävlande                                                           | Gren                       | Heat    | Heat      | Semifinal        | Semifinal        | Final            | Final            |
| Tävlande                                                           | Gren                       | Tid     | Placering | Tid              | Placering        | Tid              | Placering        |
| ------------------------------------------------------------------ | -------------------------- | ------- | --------- | ---------------- | ---------------- | ---------------- | ---------------- |
| Jorge Lima                                                         | 100 m frisim               | 59.39   | 8         | Gick inte vidare | Gick inte vidare | Gick inte vidare | Gick inte vidare |
| Jorge Lima                                                         | 200 m frisim               | 2:14.37 | 8         | Gick inte vidare | Gick inte vidare | Gick inte vidare | Gick inte vidare |
| Jorge Lima                                                         | 100 m ryggsim              | 1:14.33 | 6         | Gick inte vidare | Gick inte vidare | Gick inte vidare | Gick inte vidare |
| Francisco Lopes dos Santos                                         | 100 m bröstsim             | 1:18.95 | 7         | Gick inte vidare | Gick inte vidare | Gick inte vidare | Gick inte vidare |
| Marcos Daniel                                                      | 100 m fjäril               | 1:07.46 | 7         | Gick inte vidare | Gick inte vidare | Gick inte vidare | Gick inte vidare |
| Fernando Lopes Francisco Lopes dos Santos Marcos Daniel Jorge Lima | 4x100 meter medley Lagkapp | 4:35.11 | 5         | Gick inte vidare | Gick inte vidare | Gick inte vidare | Gick inte vidare |